# Mária Terézia Sarolta francia királyi hercegnő
Mária Terézia Sarolta (franciául: Marie-Thérèse Charlotte, németül: Marie Thérèse Charlotte, rangja alapján ismert még mint Madame Royale; Versailles, Francia Királyság, 1778. december 19. – Lanzenkirchen, Osztrák Császárság, 1851. október 19.), a Bourbon-házból származó francia királyi hercegnő, XVI. Lajos francia király és Ausztriai Mária Antónia királyné legidősebb leánya. Ő volt a francia királyi család egyetlen tagja, aki túlélte a francia forradalmat. Unokatestvérével, Lajos Antal francia királyi herceggel kötött házassága révén Angoulême hercegnéje, majd férje jogán dauphine 1824 és 1830 között, majd 20 perc erejéig Franciaország névleges királynéja 1830. augusztus 2-án. Hitvese tiszavirágéletű uralkodását követően emigrációba kényszerült és Marnes grófnéja címen hunyt el hazájától távol az osztrák Lanzenkirchenben, 1851. október 19-én.

## Élete

### Származása
Mária Terézia Sarolta királyi hercegnő 1778-ban született a versailles-i királyi kastélyban.
Édesapja a Bourbon-házból származó XVI. Lajos francia király (1754–1793) volt, Lajos Ferdinánd francia királyi herceg, trónörökös (1729–1765) és a Wettin-házból való Mária Jozefa Karolina szász hercegnő (1731–1767) legidősebb fia.
Édesanyja a Habsburg–Lotaringiai-házból származó Mária Antónia osztrák főhercegnő (1755–1793) volt, I. (Lotaringiai) Ferenc német-római császár és Mária Terézia császárné, magyar királynő legkisebb leánya.
A szülők házasságából négy gyermek született, köztük az elsőszülött Mária Terézia hercegnő:
- Mária Terézia Sarolta hercegnő (1778–1851), a Madame Royale, aki 1799-ben XIX. Lajos francia királyhoz ment feleségül.
- Lajos József herceg (1781–1789), a trónörökös. Gyermekként halt meg, a francia forradalom kitörése előtt egy hónappal.
- Lajos Károly herceg (1785–1795), 1789-től trónörökös, 1793-tól XVII. Lajos néven de jure francia király. A jakobinusok börtönében halt meg.
- Mária Zsófia Ilona Beatrix hercegnő (1786–1787), kisgyermekként meghalt.

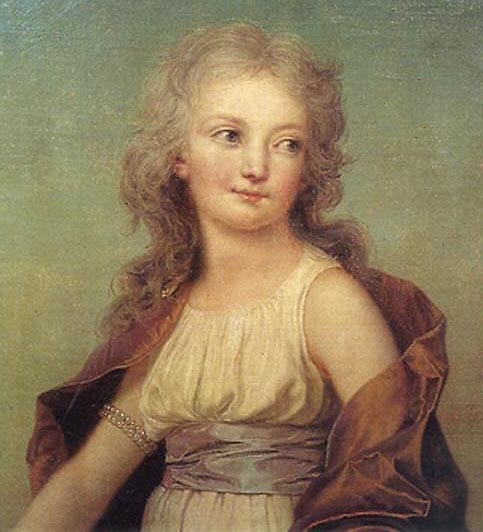
Mária Terézia hercegnő gyermekként

### Gyermekévei a királyi udvarban (1778–1789)
Mária Terézia hercegnő mint a király legidősebb leánya a Madame Royale címet viselte. Anyja, Marie Antoinette nagy szeretettel vette körül egyetlen élő leányát, és csak Mousseline-nek (kb. „muszlinkámnak”) becézte. Gyermekéveit testvéreivel együtt a királyi család lakóhelyein, a versailles-i és Trianon-palotákban, és a vidéki királyi kastélyokban, Meudonban, Saint-Cloud-ban, Compiègne-ben és a párizsi La Muette-ben töltötte.

### A Tuileriákban (1789–1792)
1789. október 6-án a párizsi csőcselék elözönlötte a versailles-i palotát. A királynét csak néhány hű udvaronc helytállása mentette meg a lemészárlástól. A királyi családot a fővárosba hurcolták, és a Tuileriák palotájában szállásolták el, őrizet alatt.
A király és királyné kívánságára a Madame Royale-hoz bejárhatott a Saint-Eustache templom plébánosa, aki a kislányt hittanra oktatta. 1790. április 7-én a Louvre-hoz közeli Saint Germain l’Auxerrois templomban, a francia királyok plébániatemplomában Mária Terézia Sarolta részt vett az első áldozáson, barátnőjével, Ernestine Lambriquet-vel együtt.
1791. június 20-áról 21-ére virradó éjszakán a királyi család, gyermekeikkel együtt megkísérelt megszökni az országból. A lotaringiai Varennes-ig jutottak, itt június 22-én felismerték őket. A királyhű tisztek által vezetett huszárszázad széthullott, a huszárok átálltak a forradalmárokhoz. A családot visszafordították Párizs felé. A Tuileriákba visszaérkezve anyját, Marie Antoinette királynét a felheccelt tömeg kis híján meglincselte.

### Fogsága a Temple-ben (1792–1795)
1792. augusztus 10-én a jakobinusok a királyi családot átszállíttatták a párizsi Temple börtönbe. Mária Terézia Sarolta apját, a trónfosztott királyt perbe fogták és 1793. január 21-én nyaktilóval kivégezték. Anyja, Marie Antoinette ugyanezen év október 16-án ugyanerre a sorsra jutott. 1794. május 10-én kivégezték nagynénjét, a király nővérét, Erzsébet királyi hercegnőt is. A királyi gyermekeket szigorúan elzárva tartották, még szüleik és nagynénjük halálhírét sem közölték velük. Mária Terézia Sarolta hercegnőt börtönőrei többször meg is erőszakolták. A jakobinus diktatúra bukása sem enyhített sorsukon.
1795. június 8-án öccse, Lajos Károly trónörökös is meghalt a börtönben, a rossz bánásmód és gümőkór következtében. A dauphin halála után unokafivére, II. Ferenc német-római császár – Provence grófjának sürgetésére – végre tárgyalásokat kezdett a direktóriummal unokanővére életének megmentéséért. Mária Terézia Sarolta ekkor, 1795 júliusában szembesült a hírrel, hogy egész családját kiirtották. A csapást mély katolikus hite segített elviselni. Tizenhetedik születésnapján, 1795. december 19-én engedték ki a börtönből, császári fogságba esett francia tisztek és politikusok szabadon bocsátása fejében. Azonnal kiutasították Franciaországból, december 25-én Huningue-nél adták át Ferenc császár megbízottainak, akik Bécsbe vitték, a császári udvarba.

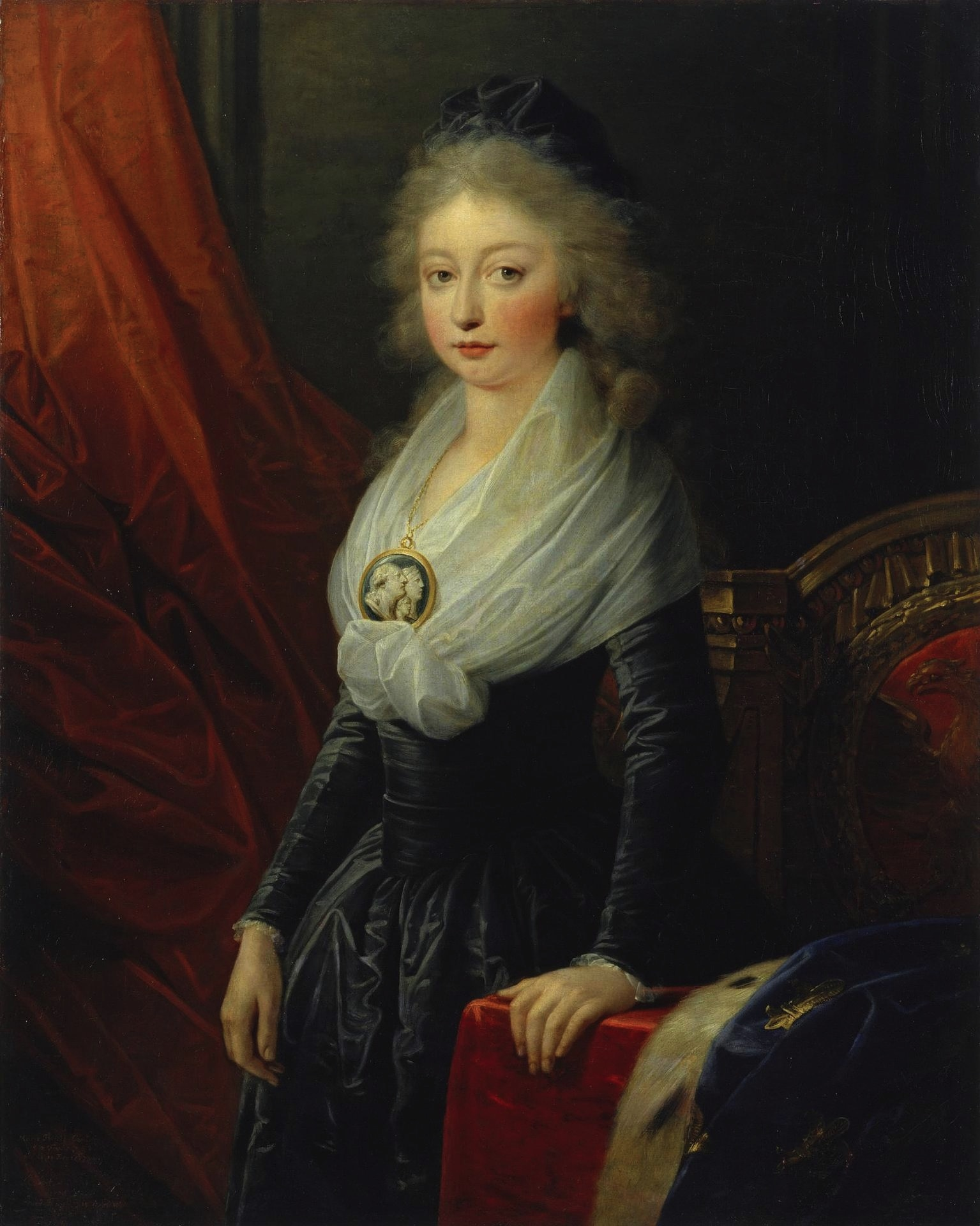
A Temple-ből kiszabadított Mária Terézia hercegnő

### Az első emigráció (1796–1815), házassága (1799)

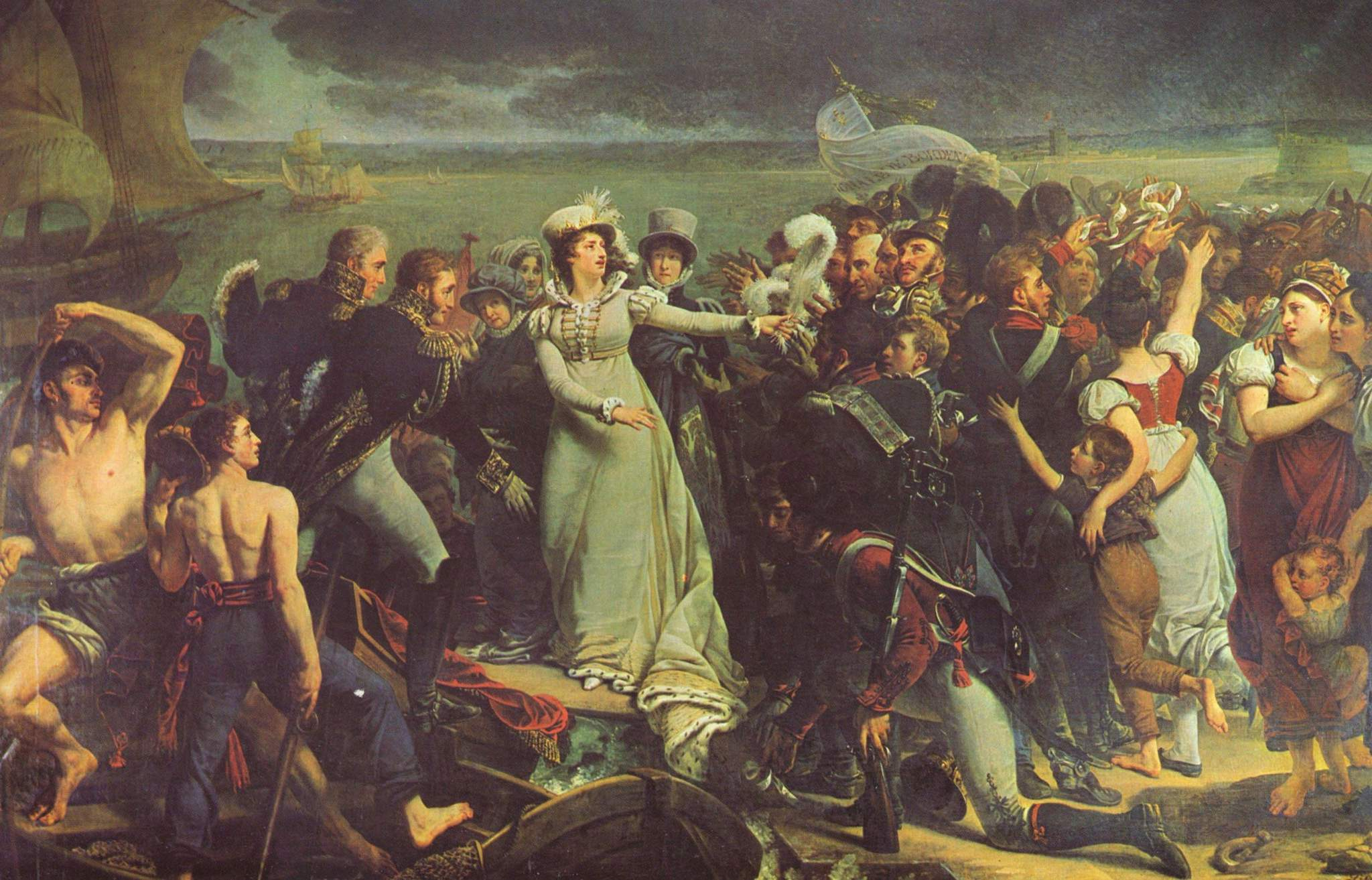
Mária Terézia Sarolta, Angoulême hercegnéje hajóra száll Pauillac-ban. (Antoine-Jean Gros festménye, 1819.)

A bécsi udvarban töltött évei alatt a hercegnő a császári családdal hűvös és kölcsönösen elutasító viszonyban állt. A császárt tartotta személyesen felelősnek szülei és öccse haláláért. Egy hű embere, François Hue (1757–1819), XVI. Lajos ajtónállója, majd belső apródja maradt vele, aki 1792-ben követte a királyi családot a Temple börtönébe, és éveket töltött a fogságban.
II. Ferenc császár megpróbálta őt feleségül adni öccséhez, Károly főherceghez (1771–1847), a tescheni hercegi cím várományosához, de ezt a hercegnő büszkén visszautasította azzal, hogy Franciaország ellenségéhez nem kíván nőül menni. Nagybátyjának, XVIII. Lajos francia királynak javaslatára 1799. június 10-én a mittaui kastély kápolnájában feleségül ment saját unokafivéréhez, (cousin germain), Lajos Antal francia királyi herceghez (1775–1844), Angoulême hercegéhez, X. Károlynak (a kivégzett XVI. Lajos legfiatalabb öccsének) idősebbik fiához. Házasságuk gyermektelen maradt.
Az ezt követő években Mária Terézia Sarolta nagybátyjának, XVIII. Lajosnak udvarához csatlakozott. XVIII. Lajos tudatosan a „forradalom mártírjaként” pozicionálta magát, ezzel maga mellé állította a királypárti csoportokat, és fenntartotta az európai családok érdeklődését saját királyságának ügye iránt. A hercegnő aktívan támogatta a királyt ebben a munkában, inkább az ő sorsában osztozott, színtelen egyéniségű férje egyre kevésbé kötötte le. A kicsiny emigráns udvartartásban ő valódi királynéként viselkedett annak ellenére, hogy XVIII. Lajos felesége, a súlytalan egyéniségű Savoyai Jozefina Lujza királyné még életben volt.
Férje, Angoulême hercege a napóleoni háborúkban a koalíciók hadseregeiben harcolt Bonaparte tábornok ellen. 1801 elején Pál cár békét kötött Bonapartéval, a francia emigráns királyi udvar a porosz uralom alatt álló Varsóba menekült. 1801 márciusában Pál cárt meggyilkolták, I. Sándor visszahívta a száműzött családot Oroszországba.
1807-ben I. Sándor cár kötött békét Napóleon császárral, emiatt a francia királyi családnak Angliába kellett menekülnie. Ekkor úgy tűnt, végleg el kell temetniük a hazatérés reményét. Berendezkedtek a buckinghamshire-i Hartwell House-ban, Mária Terézia Sarolta hercegnő itt nagy örömmel láthatta viszont apósát, X. Károlyt és sógorát, Károly kisebbik fiát, Károly Ferdinándot, Berry hercegét. Angliában éltek a napóleoni háborúk végéig.

### A Restauráció éveiben (1814–1830)
1814-ben Mária Terézia Sarolta hercegnő férje, Angoulême hercege brit támogatással partra szállt Bordeaux-ban. Mária Terézia Sarolta férjével együtt vonult be a városba, amely meghódolt a Bourbonoknak. 1815-ben, amikor Napóleon visszatért Elba szigetéről, Mária Terézia Sarolta még Bordeaux-ban tartózkodott, itt szervezte az ellenállást a bevonuló bonapartista csapatok ellen. Maga Napóleon is csodálattal tekintett rá, és ezt mondta róla: „Ő az egyetlen férfi a családban.” („le seul homme de la famille”). Megengedte, hogy a hercegnő elhagyja az országot. Mária Terézia Sarolta április 2-án a Bordeaux melletti Pauillac kikötőjében hajóra szállt, és az angliai Battersea-be, innen a dél-németalföldi Gentbe utazott. Itt csatlakozott férjéhez, Angoulême hercegéhez és nagybátyjához, XVIII. Lajos királyhoz.
Napóleon végső lemondása után a hercegnő férjével együtt visszatért Párizsba, ahol támogatta a Bourbon-család hatalmának helyreállítását. Konzervatív nézeteket vallott, gyakran szállt szembe nagybátyjával, a liberális politikát folytató XVIII. Lajossal. Ugyanakkor ellenezte ifjabbik nagybátyjának, Károly Fülöpnek, Artois grófjának ultrakonzervatív nézeteit. 1824-ben, XVIII. Lajos halála után X. Károly lépett a trónra, az ő szélsőséges abszolutizmusra törekvő politikája vezetett az 1830-as újabb forradalomhoz.

### Az utolsó emigráció (1830–1851)

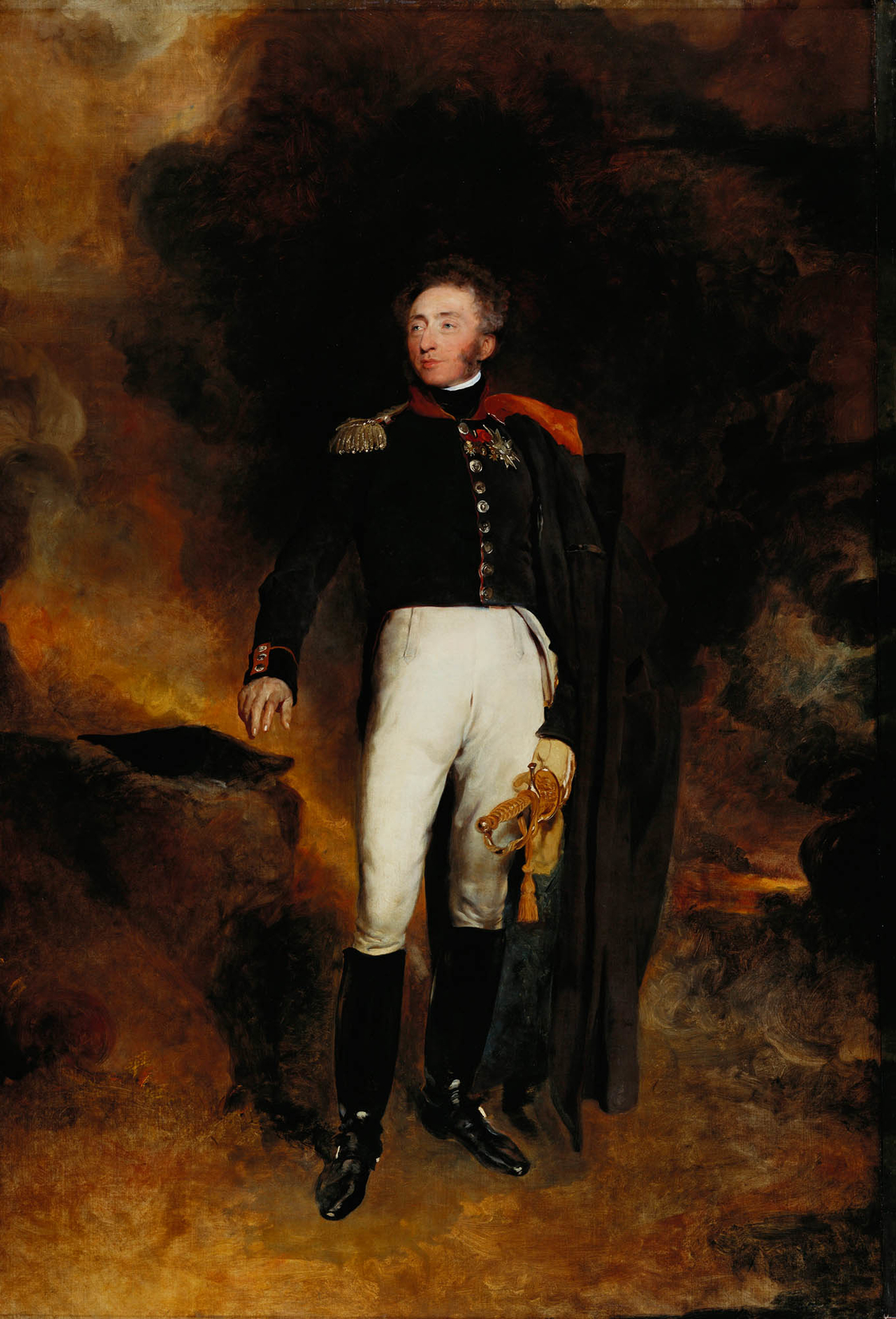
Férje, Louis, Angoulême hercege, rövid időre XIX. Lajos király

Az 1830-as júliusi forradalom hatására augusztus 2-án apósa, X. Károly király lemondott. Fia, Mária Terézia férje, Angoulême hercege ekkor névleg Franciaország királya lett, XIX. Lajos néven, de mintegy húsz percnyi vonakodás után ő maga is aláírta a lemondó nyilatkozatot unokaöccse, az ekkor 10 esztendős Henri d’Artois herceg, Chambord grófja (1820–1883) javára. Augusztus 16-án Mária Terézia Sarolta hercegné apósával és férjével együtt elhagyta Franciaországot. Előbb Skóciába, majd az Osztrák Császárságba utaztak. 1832 októberétől 1836-ig a prágai várban, a Hradzsinban laktak. 1836-ban meghalt az apósa, X. Károly, a legitimisták Mária Teréziát Franciaország és Navarra új királynéjának (reine de France et de Navarre) tekintették.

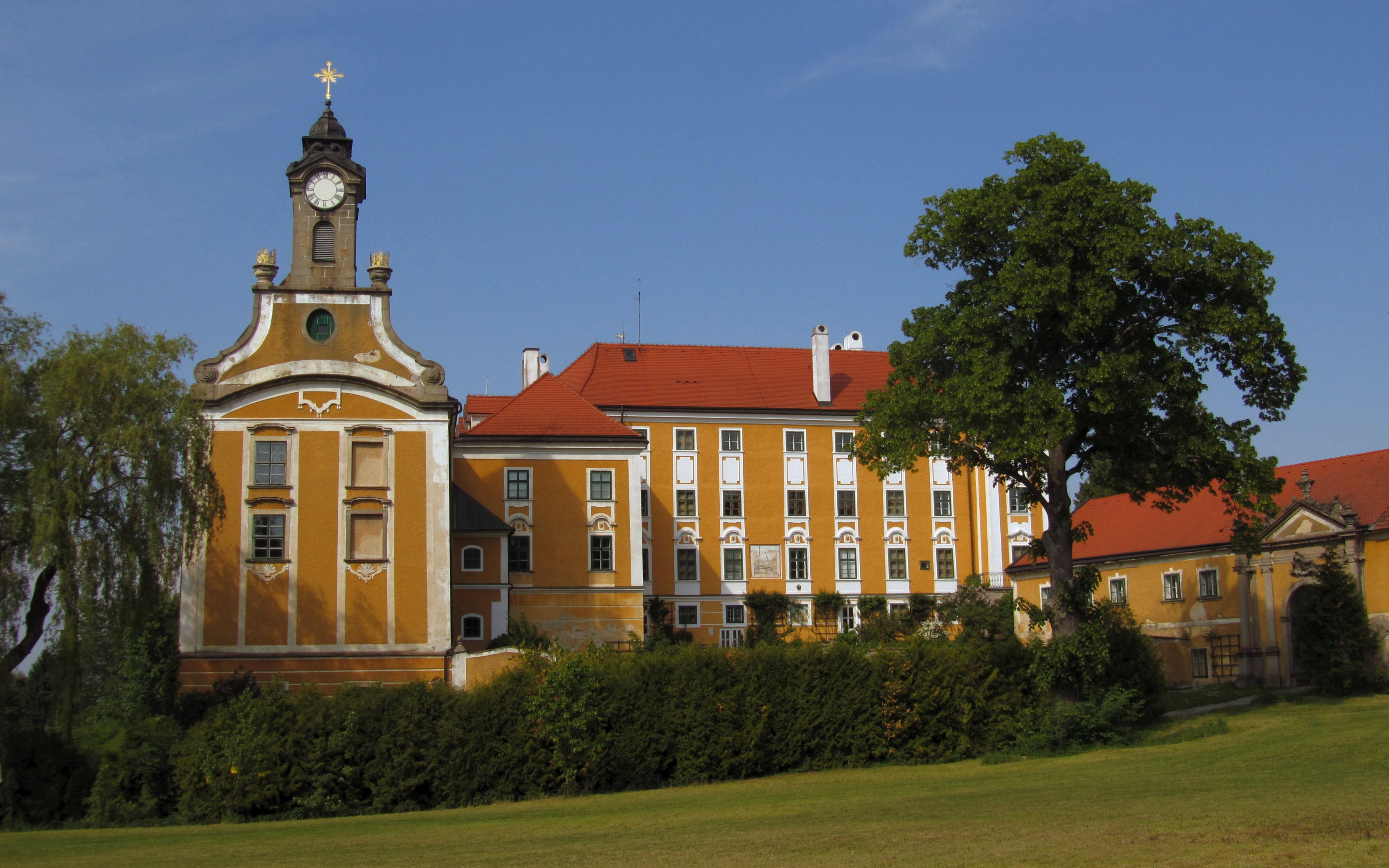
A kirchbergi kastély

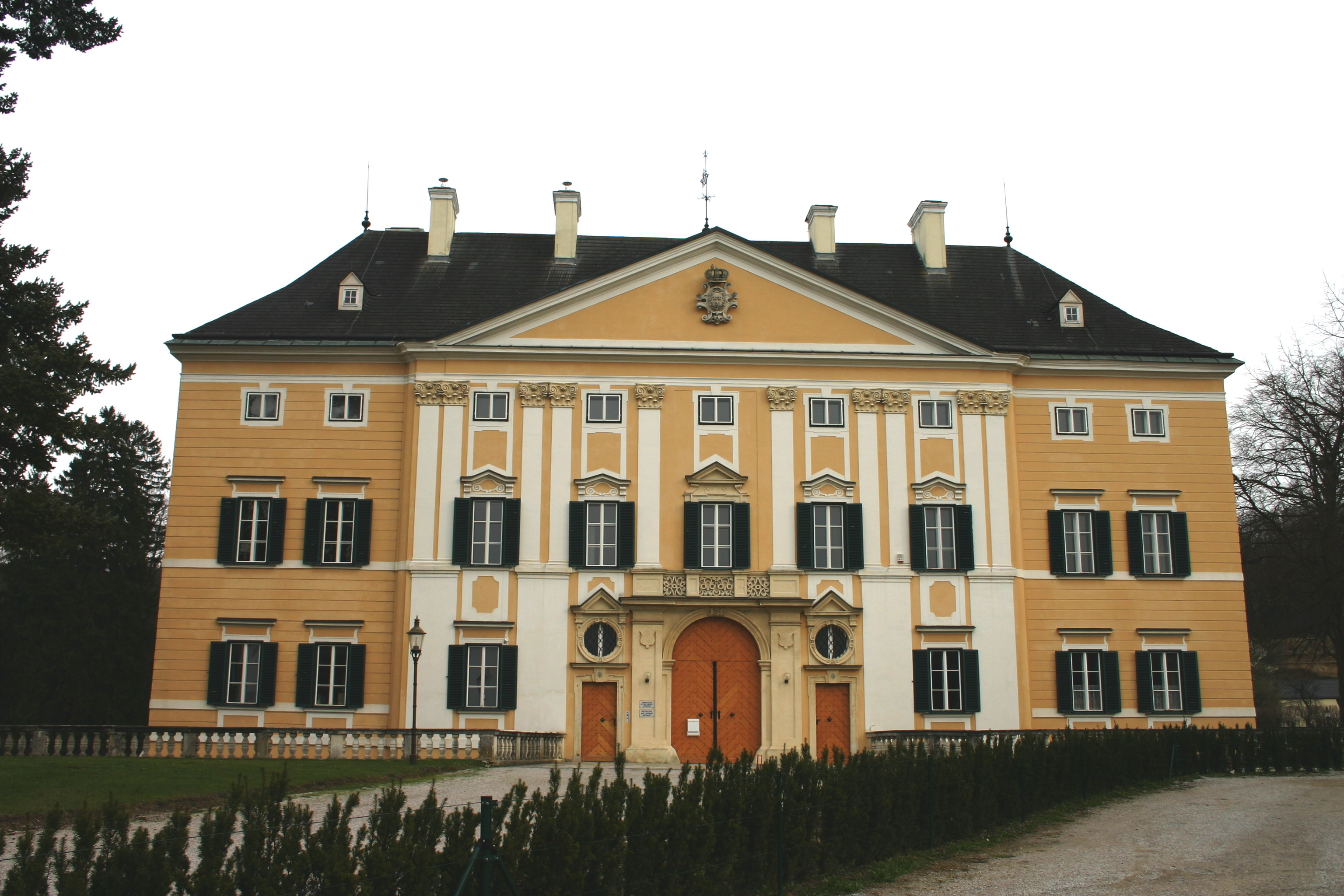
A frohsdorfi kastély

1836 tavaszán I. Ferdinánd, az új császár igénybe kívánta venni a prágai Hradzsin termeit, a Bourbonok júliusban átköltöztek a Gmünd melletti Kirchberg am Walde kastélyba, amelyet Blacas hercege megvásárolt a d’Orsay grófoktól. 1843-ig ez lett nyári lakóhelyük. Ezen a nyáron Mária Terézia angoulême-i hercegné Karlsbadba és Bad Ischlbe utazott kezelésekre. 1836 októberében Görzbe költöztek, a Grafenberg grófok kastélyába, téli szállásra. Angoulême hercege és hercegnéje a Marnes grófja és grófnéje álnéven utaztak.
Mária Terézia Sarolta férje, a Bourbon-ház főágából származó utolsó névleges francia király 1844. június 3-án Görzben hunyt el. A város fölött emelkedő hegyen, a ferences rendi Castagnavizza kolostor Bourbon-kriptájában temették el. Az özvegy hercegné június 20-án átköltözött Alsó-Ausztriába, a Lanzenkirchen melletti Frohsdorf kastélyba (Bécsújhelytől délre).
1848–51 között több utazást tett Velencében, hogy meglátogassa özvegy sógornőjét, az 1844 óta Velencében élő Berry hercegnét. Ilyenkor a Cavalli- (ma Vendramin-)palotában lakott. Meglátogatta unokahúgát Parmában, és rokonait Bécsben. 1849 májusában a forradalmi háború miatt átmenetileg elhagyta lakóhelyét, a Frohsdorf kastélyt, ahová néhány héttel később tért vissza.

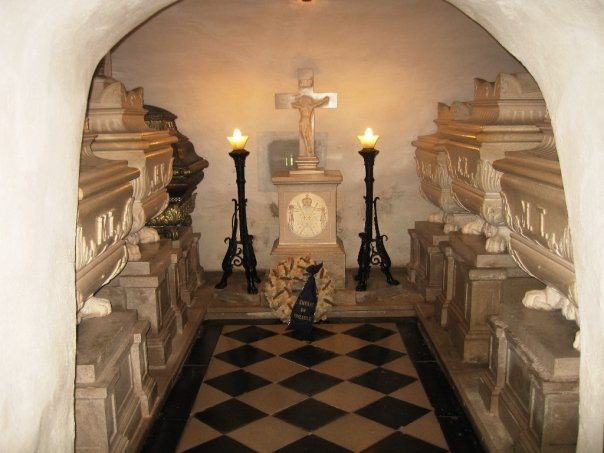
A castagnavizzai Bourbon-kripta

Mária Terézia hercegné 1851. október 13-án a Frohsdorf kastélyban megbetegedett, orvosa tüdőgyulladást állapított meg. A hercegné október 19-én elhunyt. Végrendeletének megfelelően testét nem boncolták fel és nem balzsamozták be. A Castagnavizza kolostor kriptájába helyezték, férje és apósa mellé.
Görz városa az első világháború után Olaszországhoz került Gorizia néven. A városnak az Isonzó keleti partján fekvő részei, a Castagnavizza (Kostanjevica) heggyel együtt a második világháború után Jugoszláviához kerültek, itt Nova Gorica néven önálló város keletkezett, amely 1991 óta Szlovéniához tartozik.
Az angoulême-i hercegné hátrahagyott egy végrendeletet, amelyet 1851 júliusában írt, és amelyről úgy rendelkezett, hogy azt csak halála után 100 évvel szabad felnyitni. Erről a dokumentumról sokat írtak, és sok hiábavaló reményt fűztek hozzá. A royalisták egy része azt várta, hogy a végrendeletből kiderül: Lajos Károly trónörökös (XVII. Lajos király) valójában túlélte a forradalmat és kiszabadult börtönéből. A felnyitott végrendelet azonban nem sok újat tartalmazott. A Madame Royale titokban találkozott több olyan személlyel, akik azt állították magukról, hogy azonosak a börtönben meghalt Lajos Károly trónörökössel, de köztük a leghíresebbet, Karl Wilhelm Naundorffot sohasem fogadta.

### Az elcserélt hercegnő legendája
Mária Terézia Sarolta hercegnő, angoulême-i hercegné valódi személyazonosságát sokan vitatják. Bizonyos visszaemlékezések azt állítják, hogy a valódi Mária Terézia Sarolta királyi hercegnő valójában egy titokzatos grófnéval azonos, aki a francia forradalom és napóleoni háborúk éveiben a német Szász–Hildburghauseni Hercegségben élt. A grófné (és férje) személyazosságáról a kortársak olyan keveset tudtak, hogy a Homály grófjának és grófnéjának (franciául „Comte(sse) des Ténèbres”, németül „Dunkelgraf, Dunkelgräfin”) néven emlegették őket. A két hölgy életének állomásai között valóban több azonos pont fedezhető fel . A Homály grófnéja 1837-ben hunyt el. Az elmélet szerint a Temple börtönéből Bécsbe érkezett személy, Angoulême későbbi hercegnéje már nem az igazi dauphine volt, hanem egy alteregója. A cserére azért lett volna szükség, mert az „igazi” hercegné a börtönben elszenvedett nemi erőszak nyomán teherbe esett, ezért alkalmatlanná vált egy rangjának megfelelő (standesgemäß) házasságra mind a Habsburg-, mind a Bourbon-ház szabályai szerint.
A kicserélt hercegnő legendája igen bizonytalan alapokon nyugszik, a megbízható kortársak visszaemlékezései nem támasztják alá, és maguk a királyi család tagjai, Mária Terézia Sarolta hercegnő tulajdon nagybátyjai, unokatestvérei sohasem kételkedtek a Temple-ből szabadult leány személyazonosságában.

## Lásd még
- fr:Fuite de Louis XVI et arrestation à Varennes: A királyi család szökése és letartóztatása Varennes-ben.
- fr:Comtesse des Ténèbres, de:Dunkelgräfin: A Homály grófnéval kapcsolatos teóriák.

## Szépirodalom, színház
- LaTour, prends garde! dráma a Temple-be zárt királyi gyermekekről, Le Théâtre de deux Rêves, Párizs, 2008.
- Jókai Mór: Névtelen vár (regény, Athenaeum, Budapest, 1877)

## Film
- A névtelen vár. magyar tévéfilmsorozat, 116 perc, 1981. https://port.hu/adatlap/film/tv/a-nevtelen-var-a-nevtelen-var/movie-37149